# Paulette Falbisaner
Pour l’article homonyme, voir Falbisaner.
Henriette Paule Falbisaner plus connue sous le nom de Paulette Falbisaner, née le 18 janvier 1921 à Strasbourg et morte dans cette même ville le 14 avril 1997, est une résistante alsacienne qui participe à plusieurs filières d'évasion comme convoyeuse, pendant la Seconde Guerre mondiale.

## Biographie
Paulette est la fille d'Eugène Auguste Falbisaner, agent d'assurances, et Marcelline Taillefer.
Elle est élève de l'institution catholique La Doctrine Chrétienne jusqu'au baccalauréat. En novembre 1938, elle commence à suivre les cours de la faculté de mathématiques de l'université de Strasbourg.
Lorsque la Seconde Guerre mondiale éclate, le 1er septembre 1939, le gouvernement évacue la population alsacienne, la famille Falbisaner s'installe à Châtas. Après l'armistice du 22 juin 1940 et l'annexion de fait de l'Alsace et au retour des populations évacuées, à l'automne 1940, Paulette Falbisaner s'installe à Oberhausbergen, mais ne poursuit pas ses études, car l'université de Strasbourg repliée à Clermont-Ferrand, est remplacée par la Reichsuniversität Straßburg créée par les nazis.

### Engagement dans l'aide à l'évasion
Fervente catholique, elle suit des réunions de formation religieuse dispensée par l'abbé Metz. Elle y fait la connaissance de Marianne Heidmann et Léontine Schmitt avec qui elle s'engage dans l'aide à l'évasion de prisonniers de guerre (PG). Les jeunes femmes participent à des pèlerinages au Mont Sainte-Odile lors desquels elles font la connaissance de membre du Front de la Jeunesse d'Alsace (FJA). Elles coopèrent, aussi, avec le groupe Équipe Pur Sang, un réseau de passeuses cheftaines scoutes.
À la fin de l'année 1941, par l'intermédiaire de Frédéric Schaelderlé, agent de liaison du réseau de Robert Falbisaner, elle adhère, sous le pseudonyme de Renée, à une filière d'évasion au sein de laquelle elle achemine du ravitaillement et convoie des fugitifs dans la vallée de Munster pour passer la frontière ou à la gare de marchandises de Bischheim où ils sont enfermés dans des wagons plombés par des cheminots résistants.
En septembre 1942, son père décède et elle vit avec sa mère et sa sœur.
Pendant l'hiver 1942-1943, elle tente de faire passer, sans succès, un PG évadé, caché par la famille Jordan à Eckbolsheim. Elle le cache à Schiltigheim où il rencontre Marcel Aubrun, un ouvrier français évadé d'Allemagne. Ce dernier décide de partir seul sans convoyeur du réseau. Il arrive à Rehtal en Moselle dans la famille Fischer où il se fait prendre. Il dénonce alors tous les membres de la filière d'évasion et Paulette Falbisaner dont il ne connaît que le prénom. Néanmoins, les Allemands arrivent à remonter jusqu'à elle et l'arrêtent le 2 avril 1943 à Oberhausbergen.
Le 5 avril 1943, après trois jours d'interrogatoire, Paulette Falbisaner est transférée au camp de sûreté de Schirmeck Vorbrück. Un mois plus tard, sa mère Marcelle, qui refuse de faire pression sur sa fille, et ses deux amies, Marianne Heidmann et Léontine Schmitt, y sont également internées. Ces deux dernières sont libérées le 18 septembre 1943, puis sa mère le 8 juin 1944. Inculpée « pour aide à l'évasion », Paulette Falbisaner est jugée, à Strasbourg, du 20 au 22 juillet 1944 par le Sondergericht. Elle est condamnée pour « relations interdites avec un prisonnier » à deux ans de prison. Le 4 août 1944, elle est internée à la prison de Haguenau où l'armée américaine la libère le 13 décembre 1944,.

### Après-guerre
Après la Libération, Paulette Falbisaner reprend ses études et ses activités chez les Guides de France. En juillet 1948, elle obtient son diplôme d'ingénieur de l'École nationale supérieure de chimie de Strasbourg. La même année, elle se marie avec Fernand Lefebvre qu'elle avait rencontré dans le cadre du scoutisme clandestin, lors des réunions au mont Sainte-Odile pendant la guerre. Elle enseigne pendant quelques années à l'institution La Doctrine Chrétienne, reste attachée à la culture alsacienne, au scoutisme ainsi qu'à Amnesty International dont elle est longtemps secrétaire d'un groupe.
Paulette Falbisaner est mère de cinq enfants.

## Distinctions
- Médaille de la Résistance française par décret du 15 juin 1946[5],[6].